# سرم (خون)

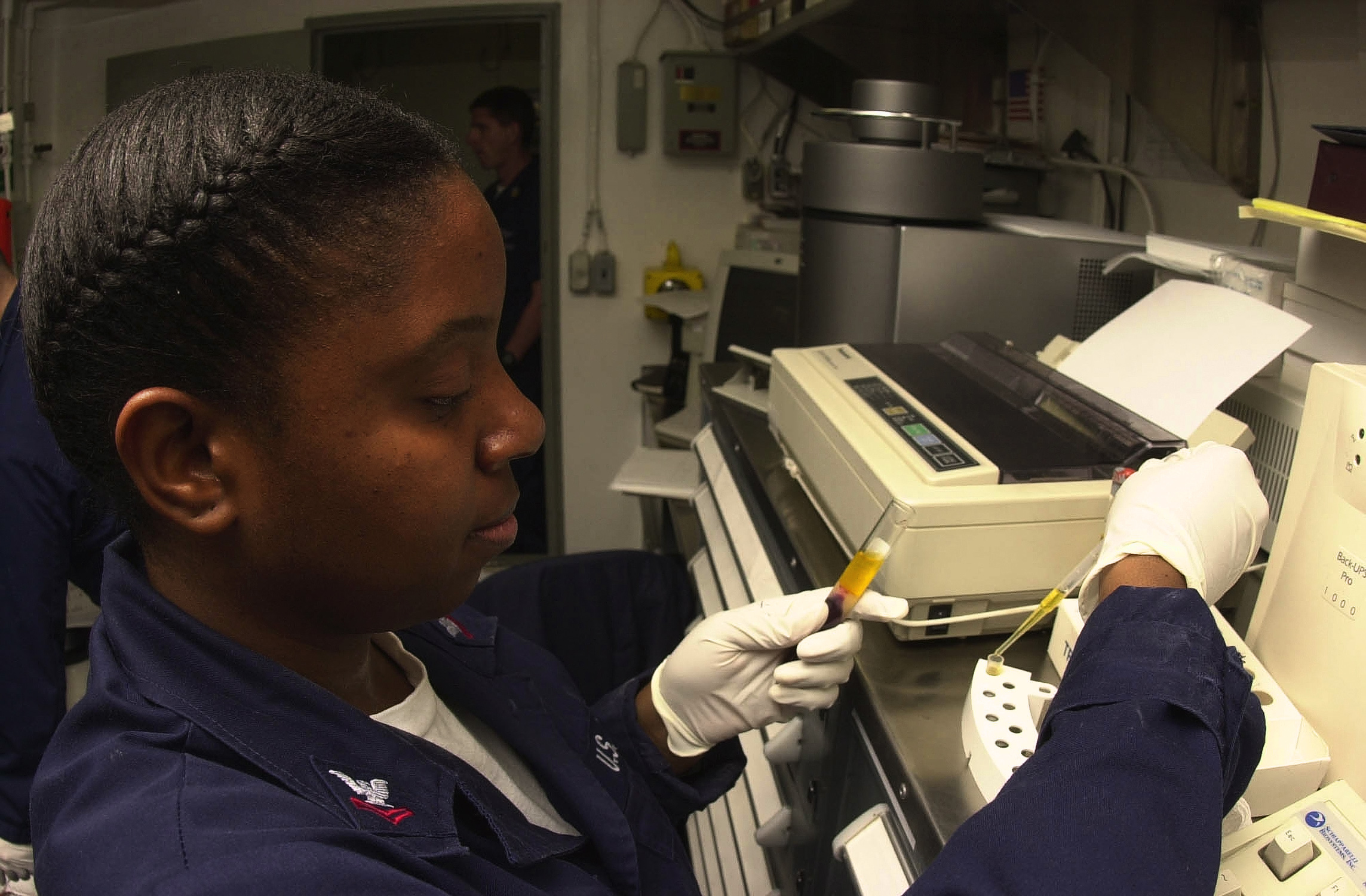
آماده سازی سرم در ظرف (cup) برای دستگاه آزمایش سطح کلسترول خون

سرم (به فرانسوی: Sérum) بخش مایع خون پس از لخته شدن است.
فرق اصلی سرم با پلاسما در این است که برخلاف پلاسما سرم خون فاقد پروتئینهای انعقادی مانند فیبرینوژن است. سایر پروتئینها، آنتی‌ژنها، آنتی‌بادیها، آنزیمها و الکترولیتهای خون در سرم آن موجودند.
برای تهیه سرم بدین طریق عمل می شود که پس از عمل خونگیری خون را داخل لوله آزمایش ریخته و چند دقیقه صبر می کنیم تا خون لخته شود  سپس با یک لوله همزن شیشه ای بدون شکستگی آن را به هم می زنیم و پس از سانتریفوژ مایع به دست آمده روئی سرم است پس سرم فاقد فیبرینوژن است چون اجازه داده ایم خون لخته شود و فیبرینوژن به فیبرین تبدیل شود  وفیبرین در داخل لخته خون باقی مانده و از مایع خون جدا شده است بنا براین به مایع خون که فاقد فیبرینوژن باشد سرم گویند. اما برای تهیه پلاسما پس از خونگیری اجازه لخته شدن را به خون نمی دهیم به وسیله اضافه کردن هپارین و یا سیترات ویا (چلاتور کلسیم) EDTA  یا گذاشتن در یخچال آنزیم های انعقادی را غیر فعال می کنیم و پس از سانتریفوژ مایع روئی پلاسما است بنا براین به مایع خون که حاوی فیبرینوژن است پلاسما گویند.